# Baukštė

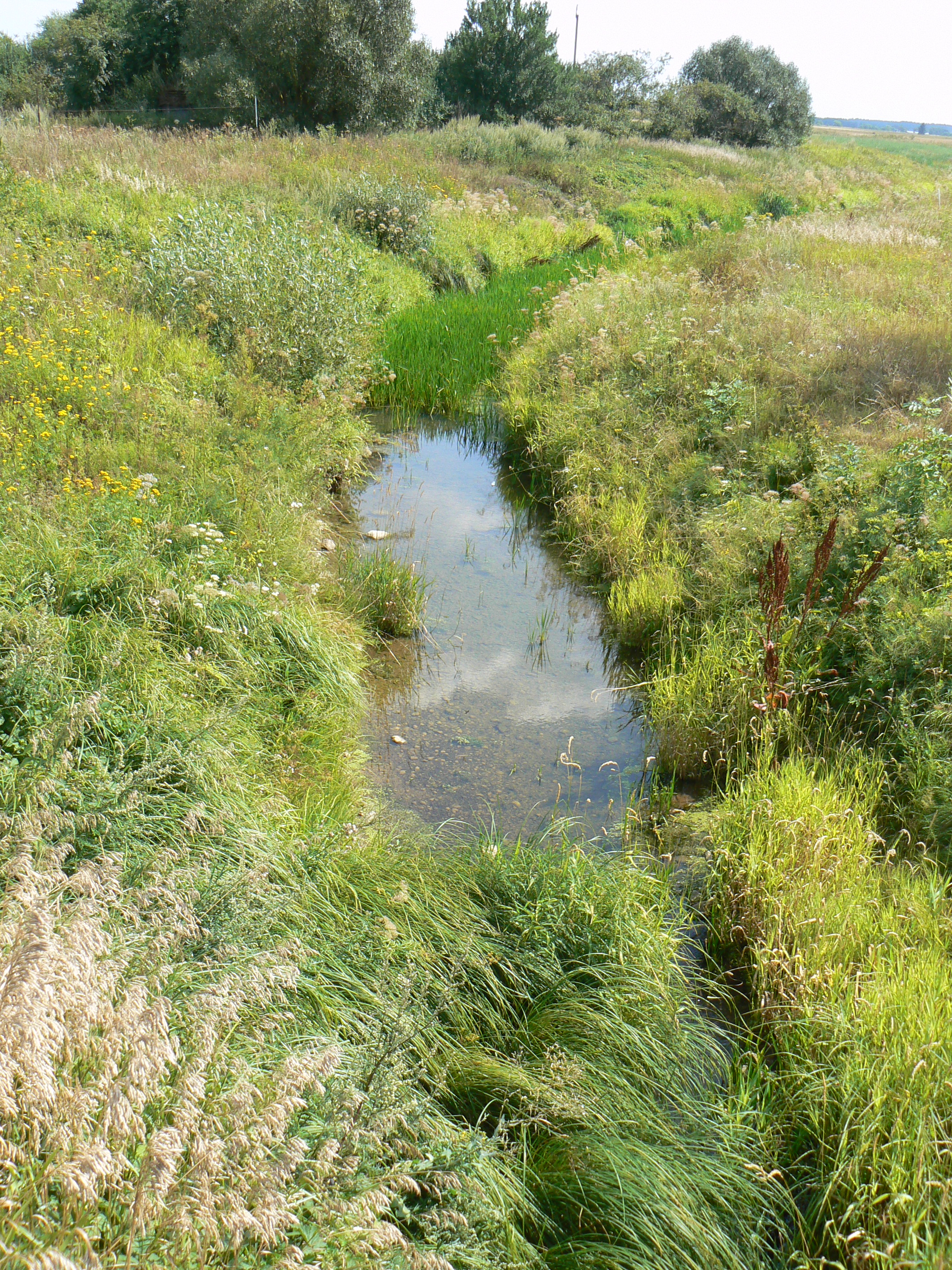
Baukštė ve vsi Baukštininkai

Baukštė je řeka na západě Litvy (Klaipėdský kraj), v okrese Klaipėda. Pramení u severního okraje okresního města Gargždai. Je dlouhá 12,3 km, vlévá se do Eketė 2,5 km na jihovýchod od vsi Radailiai, 9,1 km od jejího ústí do Danė jako její levý přítok. Teče zprvu směrem jihozápadním, již po 1 km od pramene teče v těsné blízkosti dálnice A1 Klaipėda - Vilnius, od které se odklání směrem severozápadním až u obce Goberiškė, protéká vsí Baukštininkai, kříží silnici č. 217 Klaipėda - Jokūbavas, za kterou počíná mírně meandrovat a do Eketė se vlévá 2,5 km na jihovýchod od vsi Radailiai.

## Přítoky
- dva nevýznamné pravé a nevýznamný levý; délka 4,5 - 4,7 km.